# Синиця акацієва
Синиця акацієва (Melaniparus afer) — вид горобцеподібних птахів родини синицевих (Paridae). Мешкає в Південно-Африканській Республіці, Намібії і Лесото.

## Підвиди
Виділяють два підвиди:
- M. a. arens (Clancey, 1963) — схід ПАР, Лесото;
- M. a. afer (Gmelin, JF, 1789) — Намібія, захід ПАР.

## Поширення і екологія
Акацієві синиці живуть в чагарникових заростях фінбошу і кару. Зустрічаються на висоті від 400 до 2745 м над рівнем моря.